# Wenzel Gährich
Wenzel Gährich (Bohèmia, 1794 - Berlín, Alemanya, 1864) fou un compositor alemany.
Estudià Dret a Leipzig, i després es dedicà a la música, el 1825 entrà com a violinista en la Capella Reial de Berlín i de 1845 a 1860 fou director d'orquestra dels ballets de l'Òpera de Berlín.
A banda dels ballets Don Quichote, Aladdin, Der Seeräuber i altres que assoliren molt d'èxit, compongué dues òperes, no representades, simfonies i diverses obres instrumentals i vocals.